# Ilja Igorewitsch Subow
Ilja Igorewitsch Subow (russisch Илья Игоревич Зубов; englische Transkription: Ilya Igorevich Zubov; * 14. Februar 1987 in Tscheljabinsk, Russische SFSR) ist ein russischer Eishockeyspieler, der seit der Saison 2022/23 bei den Dubai White Bears aus der Emirates Ice Hockey League unter Vertrag steht und dort auf der Position des Centers spielt. Zuvor absolvierte Subow unter anderem über 600 Spiele in der Kontinentalen Hockey-Liga (KHL) sowie elf Partien für die Ottawa Senators in der National Hockey League (NHL).

## Karriere

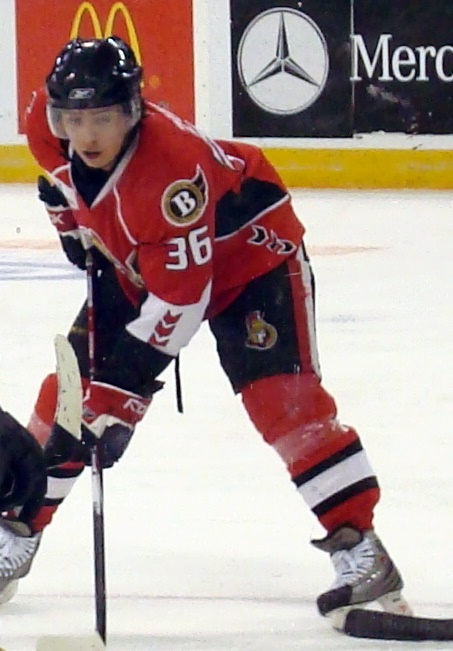
Subow im Trikot der Binghamton Senators (2008)

Ilja Subow begann seine Karriere als Eishockeyspieler in der Jugend des HK Traktor Tscheljabinsk, für dessen Profimannschaft er von 2002 bis 2005 in der zweitklassigen Wysschaja Liga aktiv war. Parallel nahm er mit Traktors zweiter Mannschaft am Spielbetrieb der drittklassigen Perwaja Liga teil. Anschließend wurde der Angreifer im NHL Entry Draft 2005 in der vierten Runde als insgesamt 98. Spieler von den Ottawa Senators aus der National Hockey League (NHL) ausgewählt. Zunächst blieb er jedoch in Russland, wo er in der Saison 2005/06 für den HK Spartak Moskau in der Superliga auf dem Eis stand, sowie in der folgenden Spielzeit für deren Ligarivalen Chimik Moskowskaja Oblast und Salawat Julajew Ufa.
Im Sommer 2007 wurde Subow von den Ottawa Senators nach Nordamerika berufen, wo er in den folgenden beiden Spielzeiten insgesamt elf Spiele, in denen er zwei Vorlagen gab, für Ottawa in der NHL bestritt. Den Großteil der beiden Jahre verbrachte er allerdings in deren Farmteam aus der American Hockey League (AHL), den Binghamton Senators. Im Oktober 2009 kehrte er nach Russland zurück und wurde wieder von Salawat Julajew Ufa unter Vertrag genommen. Im Januar 2010 wechselte er im Tausch gegen Pjotr Stschastliwy zum Ligarivalen HK ZSKA Moskau und absolvierte in den folgenden vier Spieljahren über 180 KHL-Partien für den Armeesportklub. Im Dezember 2013 wechselte er zusammen mit Michail Naumenkow im Tausch gegen Enwer Lissin zu Admiral Wladiwostok. In der Saison 2014/15 bekleidete er das Kapitänsamt bei Admiral und überzeugte mit 35 Scorerpunkten aus 51 Spielen. Anschließend wurde er im Mai 2015 vom HK Awangard Omsk verpflichtet, für den er zwei Jahre aktiv war.
In der Saison 2017/18 spielte der Stürmer erneut für Salawat Julajew Ufa, anschließend stand er ab Mai 2018 bei Spartak Moskau unter Vertrag, wo er schon in der Saison 2005/06 gespielt hatte. Er blieb insgesamt drei Jahre beim Klub aus der Hauptstadt. Zur Spielzeit 2021/22 wechselte Subow kurzzeitig zu Amur Chabarowsk. Nach zehn Partien verließ er die KHL nach insgesamt zwölf Jahren und wechselte für den Rest der Saison zum tschechischen Verein Orli Znojmo in die ICE Hockey League. Im Sommer 2022 wechselte der Russe zu den Dubai White Bears in die Emirates Ice Hockey League. Mit dem Team aus den Vereinigten Arabischen Emiraten gewann er am Ende der Saison 2022/23 den Ligatitel.

### International

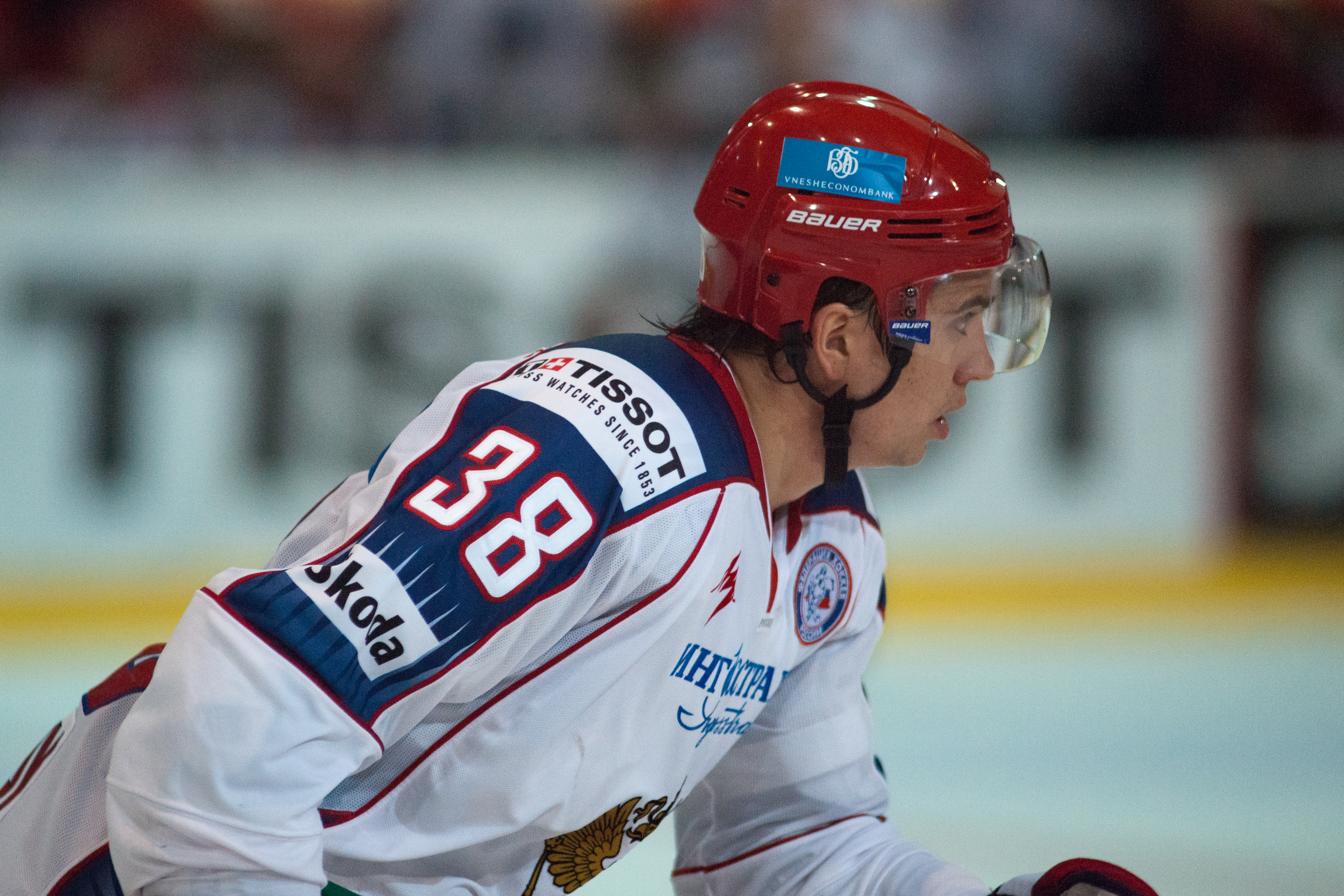
Subow als Spieler der russischen Nationalmannschaft (2011)

Für Russland nahm Subow an der U18-Junioren-Weltmeisterschaft 2005 sowie den U20-Junioren-Weltmeisterschaften 2006 und 2007 teil.

## Erfolge und Auszeichnungen
- 2006 Silbermedaille bei der U20-Junioren-Weltmeisterschaft
- 2007 Silbermedaille bei der U20-Junioren-Weltmeisterschaft
- 2019 Teilnahme am KHL All-Star Game
- 2023 Meister der Emirates Ice Hockey League mit den Dubai White Bears

## Karrierestatistik
Stand: Ende der Saison 2023/24

### International
Vertrat Russland bei:
- U18-Junioren-Weltmeisterschaft 2005
- U20-Junioren-Weltmeisterschaft 2006
- U20-Junioren-Weltmeisterschaft 2007

(Legende zur Spielerstatistik: Sp oder GP = absolvierte Spiele; T oder G = erzielte Tore; V oder A = erzielte Assists; Pkt oder Pts = erzielte Scorerpunkte; SM oder PIM = erhaltene Strafminuten; +/− = Plus/Minus-Bilanz; PP = erzielte Überzahltore; SH = erzielte Unterzahltore; GW = erzielte Siegtore; 1 Play-downs/Relegation; Kursiv: Statistik nicht vollständig)